# Badminton op de Paralympische Zomerspelen

Badminton is een van de sporten die op het programma van de Paralympische Spelen staan. Deze sport, ook parabadminton en G-badminton genoemd, wordt beoefend door sporters met bepaalde fysieke mogelijkheden. De sport staat onder auspiciën van de Badminton World Federation (BWF).

## Geschiedenis
Sinds 1998 organiseerde de Para Badminton World Federation (PBWF) tweejaarlijks de Para-Badminton World Championships, sinds 2011 onder de hoede van de BWF. Reeds eenmaal werden de wereldkampioenschappen van parabadminton, en badminton gelijktijdig georganiseerd, bij de editie van 2019 in Bazel (Zwitserland).
De beslissing de sport toe te voegen aan het programma van de Paralympische Zomerspelen werd genomen tijdens een bijeenkomst van het Internationaal Paralympisch Comité in Sotsji, Rusland in 2014. Badminton staat vanaf de Spelen van 2020 op het programma, een eerste maal tijdens de Spelen in Tokio in 2021.

## Classificatie
De competitie wordt ingedeeld in zes sportklassen, in functie tot de mogelijkheden van de deelnemende atleten, met voor die klassen de mogelijkheid steeds een competitie in te richten voor mannen individueel, vrouwen individueel, mannen dubbel, vrouwen dubbel en gemengd dubbel. Op deze wijze zouden tot dertig competities doorging kunnen vinden. Bij het debuut in Tokio werden 14 competities ingericht, zes voor mannen individueel, vier voor vrouwen individueel, een voor mannen dubbel, twee voor vrouwen dubbel en een voor gemengd dubbel.
| Klasse | Positie | Mogelijkheid                                                   |
| ------ | ------- | -------------------------------------------------------------- |
| WH1    | Zittend | speler in rolstoel 'zonder buikspieren'                        |
| WH2    | Zittend | speler in rolstoel 'met buikspieren'                           |
| SL3    | Staand  | speler met een beperking aan de onderste en bovenste ledematen |
| SL4    | Staand  | speler met een beperking aan de onderste ledematen             |
| SU5    | Staand  | speler met een beperking aan de bovenste ledematen             |
| SH6    | Staand  | zeer kleine speler                                             |

## Evenementen
Er werd in een of meerdere klassen om de medailles gestreden (zie hiervoor de jaarartikelen).
| Editie      | Klassen |
| ----------- | --- |
| Tokio 2020  | Mannen - WH1 enkel - WH2 enkel - SL3 enkel - SL4 enkel - SU5 enkel - SH6 enkel - WH1-2 dubbel Vrouwen - WH1 enkel - WH2 enkel - SL4 enkel - SU5 enkel - WH1-2 dubbel - SL3-SU5 dubbel Gemengd - SL3-SU5 dubbel                     |
| Parijs 2024 | Mannen - WH1 enkel - WH2 enkel - SL3 enkel - SL4 enkel - SU5 enkel - SH6 enkel - WH1-2 dubbel Vrouwen - WH1 enkel - WH2 enkel - SL3 enkel - SL4 enkel - SU5 enkel - SH6 enkel - WH1-2 dubbel Gemengd - SL3-SU5 dubbel - SH6 dubbel |